# Mistrovství světa ve fotbale hráčů do 20 let 2019
Mistrovství světa ve fotbale hráčů do 20 let 2019 se konalo od 23. května do 15. června 2019 v Polsku. Turnaj pořádaný pod patronací FIFA byl v pořadí 14. v historii. Obhájce titulu z Anglie se na závěrečný turnaj nekvalifikoval. Vítězem se stala reprezentace Ukrajiny, která ve finále porazila Jižní Koreu.

## Účastníci
| Konfederace                                   | Kvalifikační turnaj                                       | Kvalifikované týmy                         |
| --------------------------------------------- | --------------------------------------------------------- | ------------------------------------------ |
| AFC (Asie)                                    | Mistrovství Asie ve fotbale hráčů do 19 let 2018          | Katar Japonsko Jižní Korea Saúdská Arábie  |
| CAF (Afrika)                                  | Mistrovství Afriky ve fotbale hráčů do 20 let 2019        | Senegal Nigérie Jihoafrická republika Mali |
| CONCACAF (Severní, Střední Amerika a Karibik) | Mistrovství ve fotbale zemí CONCACAF do 20 let 2018       | Mexiko Panama USA Honduras                 |
| CONMEBOL (Jižní Amerika)                      | Mistrovství Jižní Ameriky ve fotbale hráčů do 20 let 2019 | Argentina Uruguay Ekvádor Kolumbie         |
| OFC (Oceánie)                                 | Mistrovství Oceánie ve fotbale hráčů do 20 let 2018       | Nový Zéland Tahiti                         |
| UEFA (Evropa)                                 | Mistrovství Evropy ve fotbale hráčů do 19 let 2018        | Itálie Portugalsko Ukrajina Francie Norsko |
| Pořadatel                                     | Pořadatel                                                 | Polsko                                     |

## Soupisky
Podrobnější informace naleznete v článku Mistrovství světa ve fotbale hráčů do 20 let 2019 (soupisky).

## Stadiony
| Bílsko-Bělá                      | Bydhošť                             | Gdyně                     |
| -------------------------------- | ----------------------------------- | ------------------------- |
| Stadion Miejski w Bielsku-Białej | Stadion im. Zdzisława Krzyszkowiaka | Stadion Miejski w Gdyni   |
| Kapacita: 15 076                 | Kapacita: 20 247                    | Kapacita: 15 139          |
|                                  |                                     |                           |
| Lodž                             | Lublin                              | Tychy                     |
| Stadion Widzewa Łódź             | Arena Lublin                        | Stadion Miejski w Tychach |
| Kapacita: 18 008                 | Kapacita: 15 500                    | Kapacita: 15 600          |
|                                  |                                     |                           |

## Skupinová fáze
Všechny časy zápasů jsou uvedeny v SELČ (UTC +2).
| Vysvětlivky | Vysvětlivky                                                     |
| ----------- | --------------------------------------------------------------- |
|             | První dva týmy z každé skupiny postoupily osmifinále            |
|             | Čtyři nejlepší týmy na třetích místech postoupily do osmifinále |

### Skupina A
| Tým      | Z | V | R | P | VG | IG | +/− | B |
| -------- | - | - | - | - | -- | -- | --- | - |
| Senegal  | 3 | 2 | 1 | 0 | 5  | 0  | +5  | 7 |
| Kolumbie | 3 | 2 | 0 | 1 | 8  | 2  | +6  | 6 |
| Polsko   | 3 | 1 | 1 | 1 | 5  | 2  | +3  | 4 |
| Tahiti   | 3 | 0 | 0 | 3 | 0  | 14 | −14 | 0 |

| 23. května 2019 18:00 |        |                    |                                                            |
| Tahiti                | 0 : 3  | Senegal            | Arena Lublin, Lublin diváci: 4 661 rozhodčí: Muhammad Taqi |
|                       | Report | Sagna 1', 29', 50' | Arena Lublin, Lublin diváci: 4 661 rozhodčí: Muhammad Taqi |

| 23. května 2019 20:30 |        |                           |                                                                     |
| Polsko                | 0 : 2  | Kolumbie                  | Stadion Widzewa Łódź, Lodž diváci: 17 463 rozhodčí: Mustafa Ghorbal |
|                       | Report | Angulo 23' Sandoval 90+3' | Stadion Widzewa Łódź, Lodž diváci: 17 463 rozhodčí: Mustafa Ghorbal |

| 26. května 2019 18:00            |        |          |                                                              |
| Senegal                          | 2 : 0  | Kolumbie | Arena Lublin, Lublin diváci: 10 450 rozhodčí: Michael Oliver |
| Niané 34' (pen.) Lopy 85' (pen.) | Report |          | Arena Lublin, Lublin diváci: 10 450 rozhodčí: Michael Oliver |

| 26. května 2019 20:30                                    |        |        |                                                                  |
| Polsko                                                   | 5 : 0  | Tahiti | Stadion Widzewa Łódź, Lodž diváci: 15 894 rozhodčí: Ahmed Al-Kaf |
| Bednarczyk 18' Zylla 37' Steczyk 39', 61' Benedyczak 74' | Report |        | Stadion Widzewa Łódź, Lodž diváci: 15 894 rozhodčí: Ahmed Al-Kaf |

| 29. května 2019 20:30 |        |        |                                                                   |
| Senegal               | 0 : 0  | Polsko | Stadion Widzewa Łódź, Lodž diváci: 15 829 rozhodčí: Raphael Claus |
|                       | Report |        | Stadion Widzewa Łódź, Lodž diváci: 15 829 rozhodčí: Raphael Claus |

| 26. května 2019 20:30                                  |        |        |                                                             |
| Kolumbie                                               | 6 : 0  | Tahiti | Arena Lublin, Lublin diváci: 4 693 rozhodčí: Daniel Siebert |
| Sinisterra 8', 37' Hernández 38', 42', 70' Caicedo 87' | Report |        | Arena Lublin, Lublin diváci: 4 693 rozhodčí: Daniel Siebert |

### Skupina B
| Tým      | Z | V | R | P | VG | IG | +/− | B |
| -------- | - | - | - | - | -- | -- | --- | - |
| Itálie   | 3 | 2 | 1 | 0 | 3  | 1  | +2  | 7 |
| Japonsko | 3 | 1 | 2 | 0 | 4  | 1  | +3  | 5 |
| Ekvádor  | 3 | 1 | 1 | 1 | 2  | 2  | 0   | 4 |
| Mexiko   | 3 | 0 | 0 | 3 | 1  | 6  | −5  | 0 |

| 23. května 2019 18:00 |        |                         |                                                                      |
| Mexiko                | 1 : 2  | Itálie                  | Stadion Miejski w Gdyni, Gdyně diváci: 7 893 rozhodčí: Raphael Claus |
| De la Rosa 37'        | Report | Frattesi 3' Ranieri 67' | Stadion Miejski w Gdyni, Gdyně diváci: 7 893 rozhodčí: Raphael Claus |

| 23. května 2019 20:30 |        |                  |                                                                                    |
| Japonsko              | 1 : 1  | Ekvádor          | Stadion im. Zdzisława Krzyszkowiaka, Bydhošť diváci: 3 018 rozhodčí: Slavko Vinčić |
| Jamada 68'            | Report | Tagawa 45' (vl.) | Stadion im. Zdzisława Krzyszkowiaka, Bydhošť diváci: 3 018 rozhodčí: Slavko Vinčić |

| 26. května 2019 15:30 |        |                              |                                                                       |
| Mexiko                | 0 : 3  | Japonsko                     | Stadion Miejski w Gdyni, Gdyně diváci: 4 930 rozhodčí: Daniel Siebert |
|                       | Report | Mijaširo 21', 77' Tagawa 52' | Stadion Miejski w Gdyni, Gdyně diváci: 4 930 rozhodčí: Daniel Siebert |

| 26. května 2019 18:00 |        |               |                                                                                      |
| Ekvádor               | 0 : 1  | Itálie        | Stadion im. Zdzisława Krzyszkowiaka, Bydhošť diváci: 6 717 rozhodčí: Adham Makhadmeh |
|                       | Report | Pinamonti 15' | Stadion im. Zdzisława Krzyszkowiaka, Bydhošť diváci: 6 717 rozhodčí: Adham Makhadmeh |

| 29. května 2019 18:00 |        |        |                                                                      |
| Ekvádor               | 1 : 0  | Mexiko | Stadion Miejski w Gdyni, Gdyně diváci: 4 208 rozhodčí: Ivan Kružliak |
| Plata 12'             | Report |        | Stadion Miejski w Gdyni, Gdyně diváci: 4 208 rozhodčí: Ivan Kružliak |

| 29. května 2019 18:00 |        |          |                                                                                      |
| Itálie                | 0 : 0  | Japonsko | Stadion im. Zdzisława Krzyszkowiaka, Bydhošť diváci: 6 702 rozhodčí: Mustafa Ghorbal |
|                       | Report |          | Stadion im. Zdzisława Krzyszkowiaka, Bydhošť diváci: 6 702 rozhodčí: Mustafa Ghorbal |

### Skupina C
| Tým         | Z | V | R | P | VG | IG | +/− | B |
| ----------- | - | - | - | - | -- | -- | --- | - |
| Uruguay     | 3 | 3 | 0 | 0 | 7  | 1  | +6  | 9 |
| Nový Zéland | 3 | 2 | 0 | 1 | 7  | 2  | +5  | 6 |
| Norsko      | 3 | 1 | 0 | 2 | 13 | 5  | +8  | 3 |
| Honduras    | 3 | 0 | 0 | 3 | 0  | 19 | −19 | 0 |

| 24. května 2019 18:00 |        |                                                      |                                                             |
| Honduras              | 0 : 5  | Nový Zéland                                          | Arena Lublin, Lublin diváci: 4 484 rozhodčí: Alexis Herrera |
|                       | Report | Diego 8' (vl.) Waine 17', 27' Singh 51' Conroy 90+1' | Arena Lublin, Lublin diváci: 4 484 rozhodčí: Alexis Herrera |

| 24. května 2019 20:30                  |        |                  |                                                                  |
| Uruguay                                | 3 : 1  | Norsko           | Stadion Widzewa Łódź, Lodž diváci: 4 626 rozhodčí: Ismail Elfath |
| Núñez 21' Ginella 29' B. Rodríguez 87' | Report | Borchgrevink 47' | Stadion Widzewa Łódź, Lodž diváci: 4 626 rozhodčí: Ismail Elfath |

| 27. května 2019 18:00 |        |                                 |                                                                |
| Honduras              | 0 : 2  | Uruguay                         | Arena Lublin, Lublin diváci: 6 173 rozhodčí: Jesús Gil Manzano |
|                       | Report | Acevedo 41' Schiappacasse 90+1' | Arena Lublin, Lublin diváci: 6 173 rozhodčí: Jesús Gil Manzano |

| 27. května 2019 20:30 |        |                                  |                                                                              |
| Norsko                | 0 : 2  | Nový Zéland                      | Stadion Widzewa Łódź, Lodž diváci: 2 165 rozhodčí: Jean-Jacques Ndala Ngambo |
|                       | Report | Stensness 71' Kitolano 83' (vl.) | Stadion Widzewa Łódź, Lodž diváci: 2 165 rozhodčí: Jean-Jacques Ndala Ngambo |

| 30. května 2019 18:00                                                                       |        |          |                                                            |
| Norsko                                                                                      | 12 : 0 | Honduras | Arena Lublin, Lublin diváci: 5 646 rozhodčí: Muhammad Taqi |
| Håland 7', 20', 36' (pen.), 43', 50' 67', 77', 88', 90' Østigård 30' Hauge 46' Markovic 82' | Report |          | Arena Lublin, Lublin diváci: 5 646 rozhodčí: Muhammad Taqi |

| 30. května 2019 18:00 |        |                              |                                                                              |
| Nový Zéland           | 0 : 2  | Uruguay                      | Stadion Widzewa Łódź, Lodž diváci: 4 385 rozhodčí: Jean-Jacques Ndala Ngambo |
|                       | Report | Núñez 40' B. Rodríguez 90+5' | Stadion Widzewa Łódź, Lodž diváci: 4 385 rozhodčí: Jean-Jacques Ndala Ngambo |

### Skupina D
| Tým      | Z | V | R | P | VG | IG | +/− | B |
| -------- | - | - | - | - | -- | -- | --- | - |
| Ukrajina | 3 | 2 | 1 | 0 | 4  | 2  | +2  | 7 |
| USA      | 3 | 2 | 0 | 1 | 4  | 2  | +2  | 6 |
| Nigérie  | 3 | 1 | 1 | 1 | 5  | 3  | +2  | 4 |
| Katar    | 3 | 0 | 0 | 3 | 0  | 6  | −6  | 0 |

| 24. května 2019 18:00 |        |                                                      |                                                                                    |
| Katar                 | 0 : 4  | Nigérie                                              | Stadion Miejski w Tychach, Tychy diváci: 3 010 rozhodčí: Fernando Guerrero Ramírez |
|                       | Report | Effiom 12' Offia 24' Dele-Bashiru 68' Salawudeen 74' | Stadion Miejski w Tychach, Tychy diváci: 3 010 rozhodčí: Fernando Guerrero Ramírez |

| 24. května 2019 20:30 |        |              |                                                                                        |
| Ukrajina              | 2 : 1  | USA          | Stadion Miejski w Bielsku-Białej, Bílsko-Bělá diváci: 4 310 rozhodčí: Maguette N'Diaye |
| Buleca 26' Popov 51'  | Report | Servania 32' | Stadion Miejski w Bielsku-Białej, Bílsko-Bělá diváci: 4 310 rozhodčí: Maguette N'Diaye |

| 27. května 2019 18:00 |        |           |                                                                                |
| Katar                 | 0 : 1  | Ukrajina  | Stadion Miejski w Tychach, Tychy diváci: 3 513 rozhodčí: Héctor Martínez Sorto |
|                       | Report | Popov 59' | Stadion Miejski w Tychach, Tychy diváci: 3 513 rozhodčí: Héctor Martínez Sorto |

| 27. května 2019 20:30 |        |         |                                                                                      |
| USA                   | 2 : 0  | Nigérie | Stadion Miejski w Bielsku-Białej, Bílsko-Bělá diváci: 3 427 rozhodčí: Benoît Bastien |
| Soto 18', 46'         | Report |         | Stadion Miejski w Bielsku-Białej, Bílsko-Bělá diváci: 3 427 rozhodčí: Benoît Bastien |

| 30. května 2019 20:30 |        |       |                                                                             |
| USA                   | 1 : 0  | Katar | Stadion Miejski w Tychach, Tychy diváci: 3 651 rozhodčí: Abdelkader Zitouni |
| Weah 76'              | Report |       | Stadion Miejski w Tychach, Tychy diváci: 3 651 rozhodčí: Abdelkader Zitouni |

| 30. května 2019 20:30 |        |           |                                                                                          |
| Nigérie               | 1 : 1  | Ukrajina  | Stadion Miejski w Bielsku-Białej, Bílsko-Bělá diváci: 3 143 rozhodčí: Fernando Rapallini |
| Tijani 51' (pen.)     | Report | Sikan 30' | Stadion Miejski w Bielsku-Białej, Bílsko-Bělá diváci: 3 143 rozhodčí: Fernando Rapallini |

### Skupina E
| Tým            | Z | V | R | P | VG | IG | +/− | B |
| -------------- | - | - | - | - | -- | -- | --- | - |
| Francie        | 3 | 3 | 0 | 0 | 7  | 2  | +5  | 9 |
| Mali           | 3 | 1 | 1 | 1 | 7  | 7  | 0   | 4 |
| Panama         | 3 | 1 | 1 | 1 | 3  | 4  | −1  | 4 |
| Saúdská Arábie | 3 | 0 | 0 | 3 | 4  | 8  | −4  | 0 |

| 25. května 2019 18:00 |        |           |                                                                                   |
| Panama                | 1 : 1  | Mali      | Stadion im. Zdzisława Krzyszkowiaka, Bydhošť diváci: 2 876 rozhodčí: Davide Massa |
| Valanta 87' (pen.)    | Report | Konté 39' | Stadion im. Zdzisława Krzyszkowiaka, Bydhošť diváci: 2 876 rozhodčí: Davide Massa |

| 25. května 2019 18:00 |        |                |                                                                           |
| Francie               | 2 : 0  | Saúdská Arábie | Stadion Miejski w Gdyni, Gdyně diváci: 6 100 rozhodčí: Fernando Rapallini |
| Fofana 43' Gouiri 75' | Report |                | Stadion Miejski w Gdyni, Gdyně diváci: 6 100 rozhodčí: Fernando Rapallini |

| 28. května 2019 18:00 |        |                          |                                                                                      |
| Panama                | 0 : 2  | Francie                  | Stadion im. Zdzisława Krzyszkowiaka, Bydhošť diváci: 5 656 rozhodčí: Leodán González |
|                       | Report | Zagadou 44' Cuisance 52' | Stadion im. Zdzisława Krzyszkowiaka, Bydhošť diváci: 5 656 rozhodčí: Leodán González |

| 28. května 2019 20:30                               |        |                                                |                                                                      |
| Saúdská Arábie                                      | 3 : 4  | Mali                                           | Stadion Miejski w Gdyni, Gdyně diváci: 1 707 rozhodčí: Slavko Vinčić |
| Al-Burajkán 9' Al-Tambaktí 20' (pen.) Al-Ghanám 63' | Report | S. Koïta 36' Koné 54' B. Traoré 70' Camara 90' | Stadion Miejski w Gdyni, Gdyně diváci: 1 707 rozhodčí: Slavko Vinčić |

| 31. května 2019 18:00 |        |                         |                                                                                                |
| Saúdská Arábie        | 1 : 2  | Panama                  | Stadion im. Zdzisława Krzyszkowiaka, Bydhošť diváci: 3 305 rozhodčí: Jean-Jacques Ndala Ngambo |
| Al-Burajkán 53'       | Report | McKenzie 7' Valanta 78' | Stadion im. Zdzisława Krzyszkowiaka, Bydhošť diváci: 3 305 rozhodčí: Jean-Jacques Ndala Ngambo |

| 31. května 2019 18:00      |        |                                          |                                                                              |
| Mali                       | 2 : 3  | Francie                                  | Stadion Miejski w Gdyni, Gdyně diváci: 5 445 rozhodčí: Héctor Martínez Sorto |
| S. Koïta 14' Diakité 90+5' | Report | Cuisance 12' Diaby 65' (pen.) Gouiri 87' | Stadion Miejski w Gdyni, Gdyně diváci: 5 445 rozhodčí: Héctor Martínez Sorto |

### Skupina F
| Tým                   | Z | V | R | P | VG | IG | +/− | B |
| --------------------- | - | - | - | - | -- | -- | --- | - |
| Argentina             | 3 | 2 | 0 | 1 | 8  | 4  | +4  | 6 |
| Jižní Korea           | 3 | 2 | 0 | 1 | 3  | 2  | +1  | 6 |
| Portugalsko           | 3 | 1 | 1 | 1 | 2  | 3  | −1  | 4 |
| Jihoafrická republika | 3 | 0 | 1 | 2 | 3  | 7  | −4  | 1 |

| 25. května 2019 15:30 |        |             |                                                                                          |
| Portugalsko           | 1 : 0  | Jižní Korea | Stadion Miejski w Bielsku-Białej, Bílsko-Bělá diváci: 6 344 rozhodčí: Abdelkader Zitouni |
| Trincão 7'            | Report |             | Stadion Miejski w Bielsku-Białej, Bílsko-Bělá diváci: 6 344 rozhodčí: Abdelkader Zitouni |

| 25. května 2019 20:30                                 |        |                                |                                                                        |
| Argentina                                             | 5 : 2  | Jihoafrická republika          | Stadion Miejski w Tychach, Tychy diváci: 8 351 rozhodčí: Ivan Kružliak |
| Vera 4' Barco 63' (pen.), 71' Álvarez 78' Gaich 90+2' | Report | Phillips 23' Foster 85' (pen.) | Stadion Miejski w Tychach, Tychy diváci: 8 351 rozhodčí: Ivan Kružliak |

| 28. května 2019 18:00 |        |                     |                                                                                      |
| Portugalsko           | 0 : 2  | Argentina           | Stadion Miejski w Bielsku-Białej, Bílsko-Bělá diváci: 11 874 rozhodčí: Ismail Elfath |
|                       | Report | Gaich 33' Pérez 84' | Stadion Miejski w Bielsku-Białej, Bílsko-Bělá diváci: 11 874 rozhodčí: Ismail Elfath |

| 28. května 2019 20:30 |        |                             |                                                                                    |
| Jihoafrická republika | 0 : 1  | Jižní Korea                 | Stadion Miejski w Tychach, Tychy diváci: 2 698 rozhodčí: Fernando Guerrero Ramírez |
|                       | Report | Kim Hyun-woo 69' 85' (pen.) | Stadion Miejski w Tychach, Tychy diváci: 2 698 rozhodčí: Fernando Guerrero Ramírez |

| 31. května 2019 20:30 |        |                 |                                                                                      |
| Jihoafrická republika | 1 : 1  | Portugalsko     | Stadion Miejski w Bielsku-Białej, Bílsko-Bělá diváci: 7 429 rozhodčí: Alexis Herrera |
| Monyane 53' (pen.)    | Report | Rafael Leão 19' | Stadion Miejski w Bielsku-Białej, Bílsko-Bělá diváci: 7 429 rozhodčí: Alexis Herrera |

| 31. května 2019 20:30            |        |              |                                                                          |
| Jižní Korea                      | 2 : 1  | Argentina    | Stadion Miejski w Tychach, Tychy diváci: 10 129 rozhodčí: Benoît Bastien |
| Oh Se-hun 42' Cho Young-wook 57' | Report | Ferreira 88' | Stadion Miejski w Tychach, Tychy diváci: 10 129 rozhodčí: Benoît Bastien |

### Žebříček týmů na třetích místech
| Sk. | Tým         | Z | V | R | P | VG | IG | +/- | B |
| --- | ----------- | - | - | - | - | -- | -- | --- | - |
| A   | Polsko      | 3 | 1 | 1 | 1 | 5  | 2  | +3  | 4 |
| D   | Nigérie     | 3 | 1 | 1 | 1 | 5  | 3  | +2  | 4 |
| B   | Ekvádor     | 3 | 1 | 1 | 1 | 2  | 2  | 0   | 4 |
| E   | Panama      | 3 | 1 | 1 | 1 | 3  | 4  | -1  | 4 |
| F   | Portugalsko | 3 | 1 | 1 | 1 | 2  | 3  | -1  | 4 |
| C   | Norsko      | 3 | 1 | 0 | 2 | 13 | 5  | +8  | 3 |

Při rovnosti bodů rozhodují: 1) body 2) rozdíl vstřelených a inkasovaných gólů 3) vstřelené góly 4) body fair play 5) los

## Vyřazovací fáze

### Pavouk
|  | Osmifinále              | Osmifinále              |                         |       | Čtvrtfinále     | Čtvrtfinále   |                    |                    | Semifinále | Semifinále |  |  | Finále | Finále |
|  |                         |                         |                         |       |                 |               |                    |                    |            |            |  |  |        |        |
|  | 2. června — Lodž        |                         |                         |       |                 |               |                    |                    |            |            |  |  |        |        |
|  |                         |                         |                         |       |                 |               |                    |                    |            |            |  |  |        |        |
|  | Kolumbie (pen.)         | 1 (5)                   |                         |       |                 |               |                    |                    |            |            |  |  |        |        |
|  | Kolumbie (pen.)         | 1 (5)                   | 7. června — Lodž        |       |                 |               |                    |                    |            |            |  |  |        |        |
|  | Nový Zéland             | 1 (4)                   |                         |       |                 |               |                    |                    |            |            |  |  |        |        |
|  | Nový Zéland             | 1 (4)                   | Kolumbie                | 0     |                 |               |                    |                    |            |            |  |  |        |        |
|  | 3. června — Tychy       |                         | Kolumbie                | 0     |                 |               |                    |                    |            |            |  |  |        |        |
|  |                         | Ukrajina                | 1                       |       |                 |               |                    |                    |            |            |  |  |        |        |
|  | Ukrajina                | Ukrajina                | 1                       | 4     |                 |               |                    |                    |            |            |  |  |        |        |
|  | Ukrajina                |                         | 11. června — Lublin     | 4     |                 |               |                    |                    |            |            |  |  |        |        |
|  | Panama                  | 1                       |                         |       |                 |               |                    |                    |            |            |  |  |        |        |
|  | Panama                  | 1                       | Ukrajina                | 1     |                 |               |                    |                    |            |            |  |  |        |        |
|  | 2. června — Gdyně       |                         | Ukrajina                | 1     |                 |               |                    |                    |            |            |  |  |        |        |
|  |                         | Itálie                  | 0                       |       |                 |               |                    |                    |            |            |  |  |        |        |
|  | Itálie                  | Itálie                  | 0                       | 1     |                 |               |                    |                    |            |            |  |  |        |        |
|  | Itálie                  | 7. června — Tychy       |                         | 1     |                 |               |                    |                    |            |            |  |  |        |        |
|  | Polsko                  | 0                       |                         |       |                 |               |                    |                    |            |            |  |  |        |        |
|  | Polsko                  | 0                       | Itálie                  | 4     |                 |               |                    |                    |            |            |  |  |        |        |
|  | 4. června — Bílsko-Bělá |                         | Itálie                  | 4     |                 |               |                    |                    |            |            |  |  |        |        |
|  |                         | Mali                    | 2                       |       |                 |               |                    |                    |            |            |  |  |        |        |
|  | Argentina               | Mali                    | 2                       | 2 (4) |                 |               |                    |                    |            |            |  |  |        |        |
|  | Argentina               |                         | 15. června — Lodž       | 2 (4) |                 |               |                    |                    |            |            |  |  |        |        |
|  | Mali (pen.)             | 2 (5)                   |                         |       |                 |               |                    |                    |            |            |  |  |        |        |
|  | Mali (pen.)             | 2 (5)                   | Ukrajina                | 3     |                 |               |                    |                    |            |            |  |  |        |        |
|  | 4. června — Bydhošť     |                         | Ukrajina                | 3     |                 |               |                    |                    |            |            |  |  |        |        |
|  |                         | Jižní Korea             | 1                       |       |                 |               |                    |                    |            |            |  |  |        |        |
|  | Francie                 | Jižní Korea             | 1                       | 2     |                 |               |                    |                    |            |            |  |  |        |        |
|  | Francie                 | 8. června— Gdyně        |                         | 2     |                 |               |                    |                    |            |            |  |  |        |        |
|  | USA                     | 3                       |                         |       |                 |               |                    |                    |            |            |  |  |        |        |
|  | USA                     | 3                       | USA                     | 1     |                 |               |                    |                    |            |            |  |  |        |        |
|  | 3. června — Lublin      |                         | USA                     | 1     |                 |               |                    |                    |            |            |  |  |        |        |
|  |                         | Ekvádor                 | 2                       |       |                 |               |                    |                    |            |            |  |  |        |        |
|  | Uruguay                 | Ekvádor                 | 2                       | 1     |                 |               |                    |                    |            |            |  |  |        |        |
|  | Uruguay                 |                         | 11. června — Gdyně      | 1     |                 |               |                    |                    |            |            |  |  |        |        |
|  | Ekvádor                 | 3                       |                         |       |                 |               |                    |                    |            |            |  |  |        |        |
|  | Ekvádor                 | 3                       | Ekvádor                 | 0     |                 |               |                    |                    |            |            |  |  |        |        |
|  | 4. června — Lublin      |                         | Ekvádor                 | 0     |                 |               |                    |                    |            |            |  |  |        |        |
|  |                         | Jižní Korea             | 1                       |       | O třetí místo   | O třetí místo |                    |                    |            |            |  |  |        |        |
|  | Japonsko                | Jižní Korea             | 1                       | 0     | O třetí místo   | O třetí místo |                    |                    |            |            |  |  |        |        |
|  | Japonsko                | 8. června — Bílsko-Bělá | 8. června — Bílsko-Bělá | 0     |                 |               | 14. června — Gdyně | 14. června — Gdyně |            |            |  |  |        |        |
|  | Jižní Korea             | 8. června — Bílsko-Bělá | 8. června — Bílsko-Bělá | 1     |                 |               | 14. června — Gdyně | 14. června — Gdyně |            |            |  |  |        |        |
|  | Jižní Korea             | Jižní Korea (pen.)      | 3 (3)                   | 1     | Itálie          | 0             |                    |                    |            |            |  |  |        |        |
|  | 3. června — Lodž        | Jižní Korea (pen.)      | 3 (3)                   |       | Itálie          | 0             |                    |                    |            |            |  |  |        |        |
|  |                         | Senegal                 | 3 (2)                   |       | Ekvádor (prod.) | 1             |                    |                    |            |            |  |  |        |        |
|  | Senegal                 | Senegal                 | 3 (2)                   | 2     | Ekvádor (prod.) | 1             |                    |                    |            |            |  |  |        |        |
|  | Senegal                 |                         |                         | 2     |                 |               |                    |                    |            |            |  |  |        |        |
|  | Nigérie                 | 1                       |                         |       |                 |               |                    |                    |            |            |  |  |        |        |
|  | Nigérie                 | 1                       |                         |       |                 |               |                    |                    |            |            |  |  |        |        |

Všechny časy zápasů jsou uvedeny v SELČ (UTC +2).

### Osmifinále
| 2. června 2019 17:30 |        |        |                                                                           |
| Itálie               | 1 : 0  | Polsko | Stadion Miejski w Gdyni, Gdyně diváci: 10 232 rozhodčí: Jesús Gil Manzano |
| Pinamonti 38' (pen.) | Report |        | Stadion Miejski w Gdyni, Gdyně diváci: 10 232 rozhodčí: Jesús Gil Manzano |

| 2. června 2019 20:30 |            |             |                                                                 |
| Kolumbie             | 1 : 1 (PP) | Nový Zéland | Stadion Widzewa Łódź, Lodž diváci: 9 283 rozhodčí: Ahmed Al-Kaf |
| Reyes 11'            | Report     | Just 35'    | Stadion Widzewa Łódź, Lodž diváci: 9 283 rozhodčí: Ahmed Al-Kaf |

|                                                     |       | Penaltový rozstřel                               |  |
| Vera Carbonero Perea Sandoval Angulo Balanta Cuesta | 5 : 4 | Singh Bell Mata Stensness McCowatt Cacace Conroy |  |

| 3. června 2019 17:30 |        |                                                   |                                                              |
| Uruguay              | 1 : 3  | Ekvádor                                           | Arena Lublin, Lublin diváci: 10 562 rozhodčí: Michael Oliver |
| R. Araújo 11'        | Report | Alvarado 31' (pen.) Quintero 75' Plata 83' (pen.) | Arena Lublin, Lublin diváci: 10 562 rozhodčí: Michael Oliver |

| 3. června 2019 17:30                  |        |            |                                                                          |
| Ukrajina                              | 4 : 1  | Panama     | Stadion Miejski w Tychach, Tychy diváci: 7 219 rozhodčí: Leodán González |
| Sikan 23', 45+1' Popov 41' Buleca 83' | Report | Walker 50' | Stadion Miejski w Tychach, Tychy diváci: 7 219 rozhodčí: Leodán González |

| 3. června 2019 20:30  |        |                |                                                                 |
| Senegal               | 2 : 1  | Nigérie        | Stadion Widzewa Łódź, Lodž diváci: 6 854 rozhodčí: Davide Massa |
| Sagna 36' Niané 45+3' | Report | Makanjuola 50' | Stadion Widzewa Łódź, Lodž diváci: 6 854 rozhodčí: Davide Massa |

| 4. června 2019 17:30 |        |               |                                                                |
| Japonsko             | 0 : 1  | Jižní Korea   | Arena Lublin, Lublin diváci: 10 021 rozhodčí: Maguette N'Diaye |
|                      | Report | Oh Se-hun 84' | Arena Lublin, Lublin diváci: 10 021 rozhodčí: Maguette N'Diaye |

| 4. června 2019 17:30  |        |                            |                                                                                    |
| Francie               | 2 : 3  | USA                        | Stadion im. Zdzisława Krzyszkowiaka, Bydhošť diváci: 8 469 rozhodčí: Raphael Claus |
| Gouiri 41' Alioui 55' | Report | Soto 25', 74' Rennicks 83' | Stadion im. Zdzisława Krzyszkowiaka, Bydhošť diváci: 8 469 rozhodčí: Raphael Claus |

| 4. června 2019 20:30      |        |                        |                                                                                                 |
| Argentina                 | 2 : 2  | Mali                   | Stadion Miejski w Bielsku-Białej, Bílsko-Bělá diváci: 9 146 rozhodčí: Fernando Guerrero Ramírez |
| Gaich 49' Diaby 91' (vl.) | Report | Diaby 67' Konté 120+1' | Stadion Miejski w Bielsku-Białej, Bílsko-Bělá diváci: 9 146 rozhodčí: Fernando Guerrero Ramírez |

|                                 |       | Penaltový rozstřel                     |  |
| Pérez Chancalay Gaich Sosa Vera | 4 : 5 | Dramé B. Traoré S. Koïta Diaby Sissoko |  |

### Čtvrtfinále
| 7. června 2019 15:30 |        |           |                                                                    |
| Kolumbie             | 0 : 1  | Ukrajina  | Stadion Widzewa Łódź, Lodž diváci: 8 443 rozhodčí: Mustafa Ghorbal |
|                      | Report | Sikan 11' | Stadion Widzewa Łódź, Lodž diváci: 8 443 rozhodčí: Mustafa Ghorbal |

| 7. června 2019 18:30                                  |        |                         |                                                                         |
| Itálie                                                | 4 : 2  | Mali                    | Stadion Miejski w Tychach, Tychy diváci: 11 567 rozhodčí: Ismail Elfath |
| Koné 12' (vl.) Pinamonti 60', 83' (pen.) Frattesi 84' | Report | S. Koïta 38' Camara 79' | Stadion Miejski w Tychach, Tychy diváci: 11 567 rozhodčí: Ismail Elfath |

| 8. června 2019 17:30 |        |                            |                                                                       |
| USA                  | 1 : 2  | Ekvádor                    | Stadion Miejski w Gdyni, Gdyně diváci: 6 389 rozhodčí: Benoît Bastien |
| Weah 36'             | Report | Cifuentes 30' Espinoza 43' | Stadion Miejski w Gdyni, Gdyně diváci: 6 389 rozhodčí: Benoît Bastien |

| 8. června 2019 20:30                                     |            |                                         |                                                                                        |
| Jižní Korea                                              | 3 : 3 (PP) | Senegal                                 | Stadion Miejski w Bielsku-Białej, Bílsko-Bělá diváci: 10 627 rozhodčí: Leodán González |
| I Kang-in 62' (pen.) Lee Ji-sol 90+8' Cho Young-wook 96' | Report     | Diagné 37' Niané 76' (pen.) Ciss 120+1' | Stadion Miejski w Bielsku-Białej, Bílsko-Bělá diváci: 10 627 rozhodčí: Leodán González |

|                                                            |       | Penaltový rozstřel                 |  |
| Kim Jung-min Cho Young-wook Um Won-sang Choi Jun Oh Se-hun | 3 : 2 | Danfa Mbow Ciss Dia N'Diaye Diagné |  |

### Semifinále
| 11. června 2019 17:30 |        |        |                                                                      |
| Ukrajina              | 1 : 0  | Itálie | Stadion Miejski w Gdyni, Gdyně diváci: 7 776 rozhodčí: Raphael Claus |
| Buleca 65'            | Report |        | Stadion Miejski w Gdyni, Gdyně diváci: 7 776 rozhodčí: Raphael Claus |

| 11. června 2019 20:30 |        |              |                                                              |
| Ekvádor               | 0 : 1  | Jižní Korea  | Arena Lublin, Lublin diváci: 12 614 rozhodčí: Michael Oliver |
|                       | Report | Choi Jun 39' | Arena Lublin, Lublin diváci: 12 614 rozhodčí: Michael Oliver |

### O 3. místo
| 14. června 2019 20:30 |            |           |                                                                          |
| Itálie                | 0 : 1 (PP) | Ekvádor   | Stadion Miejski w Gdyni, Gdyně diváci: 8 937 rozhodčí: Jesús Gil Manzano |
|                       | Report     | Mina 104' | Stadion Miejski w Gdyni, Gdyně diváci: 8 937 rozhodčí: Jesús Gil Manzano |

### Finále
| 15. června 2019 18:00            |        |                     |                                                                   |
| Ukrajina                         | 3 : 1  | Jižní Korea         | Stadion Widzewa Łódź, Lodž diváci: 16 344 rozhodčí: Ismail Elfath |
| Suprjaha 34', 53' Citajšvili 89' | Report | I Kang-in 5' (pen.) | Stadion Widzewa Łódź, Lodž diváci: 16 344 rozhodčí: Ismail Elfath |

## Vítěz
| Mistrovství světa ve fotbale hráčů do 20 let 2019 Ukrajina (1. titul) Andrij Lunin • Valeriy Bondar • Oleksandr Safronov • Denys Popov • Oleh Veremiyenko • Maksym Chekh • Heorhiy Tsitaishvili • Oleksiy Khakhlyov • Viktor Korniyenko • Serhiy Buletsa • Vladyslav Supriaha • Vladyslav Kucheruk • Danylo Beskorovainyi • Danylo Sikan • Kyrylo Dryshlyuk • Mykola Musolitin • Yukhym Konoplya • Denys Ustymenko • Ihor Snurnitsyn • Dmytro Riznyk • Oleksiy Kashchuk |

## Střelci
9 gólů
- Erling Haaland

4 góly
- Andrea Pinamonti
- Amadou Sagna
- Danylo Sikan
- Sebastian Soto

3 góly
- Adolfo Gaich
- Cucho Hernández
- Amine Gouiri
- Sékou Koïta
- Ibrahima Niané
- Serhij Buleca
- Denys Popov

2 góly
- Ezequiel Barco
- Luis Sinisterra
- Gonzalo Plata
- Mickaël Cuisance
- Davide Frattesi
- Taisej Mijaširo
- Mohamed Camara
- Boubacar Konté
- Ben Waine
- Diego Valanta
- Dominik Steczyk
- Firás Al-Burajkán
- Cho Young-wook
- I Kang-in
- Oh Se-hun
- Vladyslav Suprjaha
- Timothy Weah
- Darwin Núñez
- Brian Rodríguez

1 gól
- Julián Álvarez
- Cristian Ferreira
- Nehuén Pérez
- Fausto Vera
- Iván Angulo
- Deiber Caicedo
- Andrés Reyes
- Luis Sandoval
- Alexander Alvarado
- José Cifuentes
- Jhon Espinoza
- Richard Mina
- Sergio Quintero
- Nabil Alioui
- Moussa Diaby
- Youssouf Fofana
- Dan-Axel Zagadou
- Luca Ranieri
- Kjosuke Tagawa
- Kota Jamada
- Abdoulaye Diaby
- Ousmane Diakité
- Ibrahima Koné
- Boubacar Traoré
- Roberto de la Rosa
- Matt Conroy
- Elijah Just
- Sarpreet Singh
- Gianni Stensness
- Tom Dele-Bashiru
- Maxwell Effiom
- Success Makanjuola
- Okechukwu Offia
- Aliu Salawudeen
- Muhamed Tijani
- Christian Borchgrevink
- Jens Hauge
- Eman Markovic
- Leo Østigård
- Axel McKenzie
- Ernesto Walker
- Jakub Bednarczyk
- Adrian Benedyczak
- Marcel Zylla
- Rafael Leão
- Francisco Trincão
- Chálid Al-Ghanám
- Hasan At-Tambaktí
- Amadou Ciss
- Cavin Diagné
- Dion Lopy
- Lyle Foster
- James Monyane
- Keenan Phillips
- Choi Jun
- Kim Hyun-woo
- Lee Ji-sol
- Giorgij Citajšvili
- Justin Rennicks
- Brandon Servania
- Nicolás Acevedo
- Ronald Araújo
- Francisco Ginella
- Nicolás Schiappacasse

vlastní góly
- Darwin Diego
- Kjosuke Tagawa
- Abdoulaye Diaby
- Ibrahima Koné
- John Kitolano